# Coupe latine de football 1957
Navigation
Coupe latine 1956
La Coupe latine 1957 a vu la victoire du Real Madrid. Elle s'est déroulée à Madrid et s'est terminée le 23 juin 1957 par la finale au Stade Santiago Bernabéu.

## Demi-finales
| Demi-finale  | Benfica Lisbonne | 1 - 0   | AS Saint-Étienne | Stade Santiago Bernabéu, Madrid     |                                     |
| 20 juin 1957 | Calado 17e | (1 - 0) | | Arbitrage : Daniel Zariquiegui Izco | Arbitrage : Daniel Zariquiegui Izco |
| 20 juin 1957 | Costa Pereira, Zézinho, Ângelo Martins, Domiciano Cavém, Manuel Serra, Saúl Abrantes, Mário Coluna, Francisco Palmeiro, Francisco Calado, José Águas, Salvador Martins (entraîneur : Otto Glória) | Équipes | Claude Abbes, François Wicart, Michel Tylinski, Richard Tylinski, Yvon Goujon, René Ferrier, René Domingo, Bernard Lefèvre, Kees Rijvers, Eugène N'Jo Léa, Rachid Mekhloufi (entraîneur : Jean Snella) | Arbitrage : Daniel Zariquiegui Izco | Arbitrage : Daniel Zariquiegui Izco |

| Demi-finale  | Real Madrid | 5 - 1   | AC Milan | Stade Santiago Bernabéu, Madrid |                             |
| 20 juin 1957 | Gento 20e 47e 85e · Di Stéfano 50e · Joseíto 83e | (1 - 1) | 30e Cucchiaroni | Arbitrage : Marcel Lequesne     | Arbitrage : Marcel Lequesne |
| 20 juin 1957 | Juanito Alonso, Marquitos, Rafael Lesmes, Manuel Torres, Miguel Muñoz, Héctor Rial, Paco Gento, Antonio Ruiz, Joseíto, Raymond Kopa, Alfredo Di Stéfano (entraîneur : José Villalonga) | Équipes | Narciso Soldan, Cesare Maldini, Eros Beraldo, Alfio Fontana, Luigi Radice, Nils Liedholm, Luigi Zannier, Ernesto Cucchiaroni, Per Bredesen, Eduardo Ricagni, Gianni Meanti (entraîneur : Giuseppe Viani) | Arbitrage : Marcel Lequesne     | Arbitrage : Marcel Lequesne |

## Match pour la troisième place
| Match pour la 3e place | AC Milan | 4 - 3   | AS Saint-Étienne | Stade Santiago-Bernabéu, Madrid |                            |
| 23 juin 1957           | Ricagni 18e · Mariani 42e · Bredesen 70e · Liedholm 88e | (2 - 1) | 9e Wicart · 78e Mekhloufi · 85e N'Jo Léa | Arbitrage : Joaquim Campos      | Arbitrage : Joaquim Campos |
| 23 juin 1957           | Lorenzo Buffon, Cesare Maldini, Eros Beraldo, Alfio Fontana, Luigi Radice, Nils Liedholm, Luigi Zannier, Amos Mariani, Ernesto Cucchiaroni, Eduardo Ricagni, Per Bredesen (entraîneur : Giuseppe Viani) | Équipes | Claude Abbes, Michel Tylinski, François Wicart, René Domingo, René Ferrier, Jean Oleksiak, Georges Peyroche, Eugène N'Jo Léa, Yvon Goujon, Rachid Mekhloufi, Armand Fouillen (entraîneur : Jean Snella) | Arbitrage : Joaquim Campos      | Arbitrage : Joaquim Campos |

## Finale
| 23 juin 1957 | Real Madrid    | 1 - 0 | Benfica Lisbonne | Stade Santiago Bernabéu, Madrid |                             |
| | Di Stéfano 50e | (0 - 0) |                  | Arbitrage : Marcel Lequesne     | Arbitrage : Marcel Lequesne |
| Juan Alonso, Manuel Torres, Marquitos, Rafael Lesmes, Miguel Muñóz, Antonio Ruiz Cervilla, Joseito, Raymond Kopa, Alfredo Di Stéfano, Héctor Rial, Francisco Gento (entraîneur : José Villalonga) | Équipes        | José Bastos, Francisco Calado, Manuel Francisco Serra, Ângelo, Zézinho, Alfredo, Francisco Palmeiro, Mário Coluna, José Águas, Salvador Martins, Domiciano Cavém (entraîneur : Otto Glória) |                  | Arbitrage : Marcel Lequesne     | Arbitrage : Marcel Lequesne |